# Lingua warao
Il warao è una lingua parlata dal popolo warao, stanziato soprattutto nel delta dell'Orinoco, in Venezuela e nel nord della Guyana. Il warao è una lingua isolata, e non sembra essere imparentata nemmeno con le lingue arawak, parlate nelle vicinanze. Al momento sono stimati all'incirca 30 000 locutori, e gode dello statuto di lingua minoritaria in Venezuela. Circa il 90% dei warao venezuelani parla questa lingua come lingua madre, e circa la metà di loro è anche bilingue spagnolo. I warao che vivono in Guyana, invece, sono generalmente bilingui inglesi.
Il warao è una lingua agglutinante. Le si affiancano alcuni dialetti, parlati da diverse tribù:
- Alto delta dell'Orinoco: kokuina, manamo, makareo;
- Delta centrale dell'Orinoco: hoanarao, mariusa, winikina, arawabisi;
- Basso delta dell'Orinoco e mar dei Caraibi: wasai, ibaruma, arature, amakuro;
- Basso delta dell'Orinoco e Guyana: arawao, merejina, sakupana

## Descrizione linguistica
Il warao è una lingua OSV polisintetica. È una lingua che utilizza prevalentemente suffissi e pochi prefissi, e le preposizioni sono generalmente sostituite da posposizioni.
Il missionario spagnolo Basilio Maria de Barral (1901-1992) si specializzò nello studio della lingua warao durante il suo lungo soggiorno in Venezuela (1931-1992). Scrisse numerose opere linguistiche sul warao, che costituiscono ancor oggi la principale fonte di studio su questa lingua, fra cui un dizionario castigliano/warao e warao/castigliano.